# 60T busz (Pécs)
A pécsi 60T jelzésű autóbusz egy temetői sűrítőjárat, mely csak november 1-jén közlekedik Mecsekszabolcs és Kertváros között.
Mért nem jár a 60T Mecse

## Útvonala
| Mecsekszabolcs → Budai Állomás → Temető → Kertváros | Kertváros → Temető → Budai Állomás → Mecsekszabolcs |
| --- | --- |
| Mecsekszabolcs – Szabadságharc utca – Szabolcsi út – Komlói út – Zsolnay Vilmos utca – Rákóczi út – Alsómalom utca – Siklósi út – Árnyas út – Táncsics Mihály utca – Keszüi út – Nagy Imre út – Sztárai Mihály út – Kertváros | Kertváros – Sztárai Mihály út – Nagy Imre út – Keszüi út – Táncsics Mihály utca – Árnyas út – Siklósi út – Alsómalom utca – Rákóczi út – Zsolnay Vilmos utca – Komlói út – Szabolcsi út – Szabadságharc utca – Mecsekszabolcs |

## Megállóhelyei
| 60T (Mecsekszabolcs – Budai Állomás – Temető – Kertváros) |                           |          | |                                                                                              |
| Perc (↓)                                                  | Megállóhely               | Perc (↑) | Megállóhelyet érintő járatok | Létesítmények                                                                                |
| 0                                                         | Mecsekszabolcs végállomás | 38       | 2, 2E, 60, 60A |                                                                                              |
| 1                                                         | Szőlőhegyi út             | 37       | 2, 2E, 60, 60A |                                                                                              |
| 2                                                         | Árpád utca                | 36       | 2, 2E, 60, 60A |                                                                                              |
| 4                                                         | Fehérhegy                 | 35       | 2, 2A, 2E, 4, 12, 60, 60A · Helyközi autóbuszok |                                                                                              |
| 5                                                         | Meszes                    | 34       | 2, 2A, 2E, 4, 12, 60, 60A |                                                                                              |
| 6                                                         | Kőrös utca                | 33       | 2, 2A, 2E, 4, 12, 60, 60A |                                                                                              |
| 7                                                         | Meszesi iskola            | 31       | 2, 2A, 2E, 4, 12, 60, 60A |                                                                                              |
| 8                                                         | Budai vám                 | 30       | 2, 2A, 2E, 4, 12, 60, 60A · Helyközi autóbuszok |                                                                                              |
| 10                                                        | Budai Állomás             | 28       | 2, 2A, 2E, 4, 4Y, 12, 13, 13E, 13Y, 14, 14Y, 15, 15A, 16, 25, 26, 26A, 30Y, 60, 60A, 60Y, 102, 102Y, 104, 104A, 104E, 104Y · Helyközi autóbuszok                           | Tesco, Autóbusz-állomás                                                                      |
| 13                                                        | Gyárvárosi templom        | 26       | 2, 2A, 4, 4Y, 13, 13E, 13Y, 14, 14Y, 15, 15A, 25, 26, 26A, 30Y, 60, 60A, 60Y, 102, 102Y, 104, 104A, 104E, 104Y                                                             | Gyárvárosi templom, Szieberth Róbert Általános Iskola és Alapfokú Művészetoktatási Intézmény |
| 15                                                        | Mohácsi út                | 24       | 2, 2A, 4, 4Y, 13, 13E, 13Y, 14, 14Y, 15, 15A, 20, 21, 21A, 25, 26, 30Y, 60, 60A, 60Y, 102, 102Y, 104, 104A, 104E, 104Y, 121 · Helyközi autóbuszok                          | ATI, Autóklub                                                                                |
| 17                                                        | Zsolnay Negyed            | 23       | 2, 2A, 4, 4Y, 13, 13E, 13Y, 14, 14Y, 15, 15A, 20, 21, 21A, 30Y, 60, 60A, 60Y, 102, 102Y, 104, 104A, 104E, 104Y, 121                                                        | Balokány-liget, Zsolnay porcelángyár, EKF kulturális negyed                                  |
| 18                                                        | 48-as tér                 | 21       | 2, 2A, 2E, 4, 4Y, 13, 13E, 13Y, 14, 14Y, 15, 15A, 20, 21, 21A, 30Y, 60, 60A, 60Y, 102, 102Y, 104, 104A, 104E, 104Y, 121 · Helyközi autóbuszok · Pécs-Külváros              | Egyetemi kollégium, Egyesített Egészségügyi Intézmény kirendeltsége, EKF kulturális negyed   |
| 20                                                        | Rákóczi út                | 19       | 20, 21, 21A, 22, 23, 23Y, 24, 25, 26, 27, 27Y, 28, 28Y, 29, 33, 38, 38Y, 39, 40, 44, 60, 60A, 60Y, 121, 140                                                                |                                                                                              |
| 22                                                        | Autóbusz-állomás          | 17       | 3, 3E, 6, 6E, 7, 7Y, 8, 20, 21, 21A, 22, 23, 23Y, 24, 41, 41E, 41Y, 42, 42Y, 43, 60, 60A, 60Y, 73, 73Y, 103, 107E, 109E, 121, 130, 130A · Helyközi és távolsági autóbuszok | Távolsági autóbusz-állomás, Árkád, Vásárcsarnok                                              |
| 24                                                        | Bőrgyár                   | 15       | 3, 6, 7, 7Y, 8, 22, 23, 23Y, 24, 33, 41, 41Y, 42, 42Y, 43, 60, 60A, 60Y, 73, 73Y, 103, 130, 130A · Helyközi autóbuszok                                                     | Bőrgyár                                                                                      |
| 26                                                        | Béke utca                 | 13       | 6, 7, 7Y, 8, 22, 23, 23Y, 24, 41, 41Y, 42, 42Y, 43, 73, 73Y |                                                                                              |
| 27                                                        | Temető északi kapu        | 11       | 6, 7, 7Y, 8, 22, 23, 23Y, 24, 33, 41, 42Y, 43, 73, 73Y, 142 · Helyközi autóbuszok                                                                                          | Temető                                                                                       |
| 29                                                        | Árnyas út                 | 9        | 3, 3E, 22, 23, 23Y, 24, 33, 60, 60A, 60Y, 103 |                                                                                              |
| 30                                                        | Berzsenyi utca            | 8        | 3, 3E, 103 |                                                                                              |
| 31                                                        | Bogár utca                | 7        | 3, 3E, 103 |                                                                                              |
| ∫                                                         | Nagy Imre út              | 6        | 1, 3, 3E, 55, 103, 130, 130A |                                                                                              |
| 32                                                        | Sarolta utca              | 5        | 1, 3, 3E, 55, 103, 130, 130A |                                                                                              |
| 33                                                        | Lahti utca                | ∫        | 1, 3, 3E, 6, 6E, 8, 33, 55, 60, 60A, 60Y, 103, 121, 130, 130A · Helyközi autóbuszok                                                                                        |                                                                                              |
| 34                                                        | Várkonyi Nándor utca      | 3        | 1, 3, 3E, 6, 6E, 8, 33, 55, 60, 60A, 60Y, 103, 121, 130, 130A · Helyközi autóbuszok                                                                                        |                                                                                              |
| 35                                                        | Csontváry utca            | 2        | 1, 3, 3E, 6, 6E, 7, 7Y, 22, 23, 23Y, 24, 55, 60, 60A, 60Y, 61, 62, 73, 73Y, 103, 107E, 109E, 121, 130, 130A, 142                                                           | Apáczai Csere János Nevelési Központ                                                         |
| 36                                                        | Várkonyi Nándor utca      | 1        | 1, 3, 3E, 6, 6E, 8, 33, 55, 60, 60A, 60Y, 103, 121, 130, 130A · Helyközi autóbuszok                                                                                        |                                                                                              |
| 38                                                        | Kertváros végállomás      | 0        | 3, 3E, 6, 6E, 22, 23, 23Y, 24, 55, 61, 62, 103, 121, 130, 130A · Helyközi autóbuszok                                                                                       |                                                                                              |